# Grofija Luksemburg
Grofija Luksemburg (francosko Luxembourg ; luksemburško Lëtzebuerg) je bila država Svetega rimskega cesarstva. Nastal je iz srednjeveškega gradu Lucilinburhuc ("Mala trdnjava")  v današnjem mestu Luksemburg, ki ga je leta 963 kupil Siegfried, grof Ardenski. Njegovi potomci ardensko-luksemburške dinastije so se od 11. stoletja dalje začeli imenovati luksemburški grofje. Luksemburška hiša, kadetska veja vojvod Limburga, je postala ena najpomembnejših političnih sil 14. stoletja in se s Habsburško potegovala za prevlado v Svetem rimskem cesarstvu.

## Zgodovina
Zgodovinsko regijo Luksemburg so v 2. stoletju pr. n. št. naselila keltska plemena. Po osvajanjih Julija Cezarja med galskimi vojnami od 58 do 51 pr. n. št. je bila vključena v rimsko provinco Spodnjo Germanijo. Po vdoru germanskih Frankov z Vzhoda v obdobju preseljevanja narodov v 5. stoletju je regija Luksemburg postala del Frankovskega cesarstva  in Karolinškega cesarstva. Leta 843 je Luksemburg postal del Srednje Frankovske (verdunska pogodba), nato Lotaringije leta 855 (prümska pogodba) in končno leta 959 Zgornje Lotaringije. Od leta 925 je pripadal Vzhodnofrankovski državi, predhodnici Nemškega kraljestva in Svetega rimskega cesarstva, velike dele pa je imela opatija Echternach.
Od zgodnjega srednjega veka do renesanse so avtorji Luksemburgu pripisovali različna imena, kot so: Lucilinburhuc, Lutzburg, Lützelburg, Luccelemburc, Lichtburg. Ime se običajno prevede iz latinščine kot "majhen grad". Vendar sodobni zgodovinarji menijo, da je etimologija besede Luksemburg izpeljanka besede Letze, kar pomeni utrdba, ki bi se morda nanašala bodisi na ostanke rimskega stražnega stolpa bodisi na primitivno zatočišče iz zgodnjega srednjega veka. Ozemlje je prvič znano omenil Julij Cezar v svojih Komentarjih o galski vojni.

## Grofija
Porušena, domnevno rimska utrdba Lucilinburhuc je bila prvič omenjena leta 963, ko jo je grof Sigfried pridobil od Wikerusa, opata opatije sv. Maksimina v Trierju. Sigfried se je prvič pojavil okoli leta 950. Verjetno je bil sin Gilberta, vojvode Lorenskega, njegova mati Kunigunda pa je bila vnukinja zahodnofrankovskega kralja Ludvika Jecljajočega. V naslednjih letih je Sigfried zgradil nov grad na mestu ruševin, na skali, kasneje imenovani " Bockfiels ". Grad je prevladoval na odseku stare rimske ceste, ki je povezovala Reims, Arlon in Trier, kar je nudilo možnosti za trgovino in obdavčenje. Čeprav se je zgodovina Luksemburga začela z gradnjo gradu, se zdi, da Sigfried in njegovi neposredni nasledniki gradu niso postavili za glavno prebivališče.
V naslednjih letih je okoli novega gradu zraslo mestece in trg. Njegovi prvi prebivalci so bili verjetno služabniki grofa Sigfrieda in duhovniki cerkve svetega Mihaela. Naselje je kmalu dobilo dodatno zaščito z izgradnjo delnega mestnega obzidja in jarka. Poleg mesteca v bližini Bockfielsa in rimske ceste je bila ustanovljena nadaljnja naselbina v dolini Alzette, danes četrt Grund v Luksemburgu.
Do leta 1060 so Sigfriedovi potomci utrdbo razširili. Konrad I. († 1086) je bil prvi, ki se je imenoval "luksemburški grof". Njegov sin, Henrik III., je bil prvi grof, za katerega je znano, da je tam ustanovil stalno prebivališče, saj je v dokumentu iz leta 1089 omenjen kot "comes Henricus de Lutzeleburg". Do leta 1083 je to spodnje mesto vsebovalo dve cerkvi in mostova čez reki Alzette in Petruss. Njegovi prebivalci so se ukvarjali z ribolovom, peko in mlinom. Istega leta je na hribu za gradom Conrad I., grof luksemburški, ustanovil benediktinsko opatijo Altmünster.
Leta 1136, ko je grof Konrad II. Luksemburški umrl brez naslednikov, je Ardensko-Luksemburška veja izumrla. Grofija je po ukazu cesarja Lotarja II. prešla na Konradovega bratranca po materini strani Henrika Slepega iz Namurske rodbine. Ko je leta 1196 Henrik Slepi umrl, je grof Oton I. Burgundski (sin cesarja Sfaufovca Friderika I. Barbarosse) zahteval prestol. Hčerka Henrika Slepega, Ermesinde, se je poročila z grofom Teobaldom I. Barskim in si tako zagotovila nasledstvo luksemburške grofice.
Mesto Luksemburg je postalo središče države strateške vrednosti v Nizozemskih deželah. Njene utrdbe so z leti vztrajno povečevali in krepili zaporedni lastniki, zaradi česar je postala ena najmočnejših trdnjav v Evropi. Zaradi mogočne obrambe je Luksemburg postal znan kot "severni Gibraltar". Luksemburški grofje so izgubili limburško dediščino, ko so jih v bitki pri Worringenu leta 1288 premagali vojvode Brabantski. Kljub temu je grof Henrik VII., čigar oče Henrik VI. je bil ubit v bitki, rešil spore tako, da se je leta 1292 poročil z Margareto Brabantsko. Leta 1308 je bil izvoljen za rimsko-nemškega kralja in leta 1312 okronan za cesarja Svetega rimskega cesarstva, prvega od treh cesarjev, ki jih je zagotovila rodbina Luksemburških. Njegov sin Janez Slepi je leta 1310 postal češki kralj, nato pa je dinastija svoj sedež oblasti preselila na praški grad.

## Povzdignjenje
Vojvodstvo Luksemburg je nastalo, ko so bile združene grofije Luksemburg, Durbuy, Laroche in Vianden (vazalna grofija od 31. julija 1264), markizat Arlon ter okrožja Thionville, Bitburg in Marville. Luksemburg je bil neodvisen fevd Svetega rimskega cesarstva do leta 1353, ko ga je luksemburški cesar Karel IV. povzdignil v status vojvodine za svojega polbrata, Vaclava I., vojvodo Luksemburškega.
Po izumrtju luksemburške dinastije je vojvodina leta 1443 prešla na rodbino Valoiško-Burgundskih, nato pa leta 1482 na nadvojvodino Avstrijo. Cesar Karel V. ga je s pragmatično sankcijo iz leta 1549 vključil v burgundski krog Svetega rimskega cesarstva. Med francoskimi revolucionarnimi vojnami je bil Luksemburg priključen departmaju Forêts. Po dogovoru na Dunajskem kongresu leta 1815 je nekaj ozemlja nekdanjega vojvodstva postalo Veliko vojvodstvo Luksemburg pod vladavino, vendar ne del Kraljevine Nizozemske, nato pa se je pridružilo Nemški zvezi.